# Кодекс молчания (фильм, 1990)
«Кодекс молчания» (телеверсия называется «На тёмной стороне Луны») — художественный фильм, детектив режиссёра Зиновия Ройзмана. В телевизионном варианте известен под названием «На тёмной стороне луны» (4 серии). Снят по мотивам повести Георгия Вайнера и Леонида Словина «Шальная жизнь на тёмной стороне Луны». Телевизионная версия выходила в эфир 8 ноября 1990 года — 1 и 2 серии, 9 ноября 1990 года — 3 серия, 10 ноября — 4 серия. 
Позже было снято продолжение фильма «Кодекс молчания 2: След чёрной рыбы».

## Сюжет
Действие фильма разворачивается во время московской летней Олимпиады 1980 года в городе Джизаке, на родине Шарафа Рашидова и в Ташкенте.
Недалеко от Джизака, в летнем кафе «Чиройлик», совершено вооружённое нападение на заместителя начальника уголовного розыска Джизакской области майора Андрея Пака. Вместе с ним погиб и человек, с которым он встретился для разговора — Сабирджон Артыков. Расследуя это нападение, главный герой фильма, подполковник Тура Саматов, лишается сначала поста начальника областного уголовного розыска, а потом становится объектом слежек и шантажа со стороны местной наркомафии, в которую входят директор ресторана, бывшие сотрудники правоохранительных органов, родственники высокопоставленных лиц Узбекской ССР и непосредственный начальник Саматова — генерал-майор советской милиции Агзамов. Тура Саматов и его друг и бывший подчинённый капитан Валентин Силов — бывший оперативник, которого выгнали из органов — начинают борьбу с мафией, после того как узнают о коррумпированности местной милиции.

## В ролях
- Мурад Раджабов — подполковник милиции Тура Саматович Саматов, начальник областного уголовного розыска
- Александр Фатюшин — капитан милиции в отставке Валентин Силов
- Ирина Шевчук — Нина (в телеверсии — Инна), жена Туры Саматова
- Наби Рахимов — генерал-майор милиции Хамид Агзамов
- Ульмас Юсупов — полковник милиции Равшан Гафуров
- Бекзод Хамраев — лейтенант милиции Джамал Ахмедов
- Джавлон Хамраев — Халяф
- Ходжиакбар Нурматов — полковник милиции Назраткулов
- Бекзод Мухаммадкаримов — старший лейтенант милиции Алишер Гафуров
- Паул Буткевич — Анатолий Николаевич Нарижняк, советник юстиции, следователь из Москвы (озвучивает Борис Химичёв)
- Мелис Абзалов — Адыл Вахидович Вахидов
- Шухрат Иргашев — Шамиль
- Ато Мухамеджанов — Хамидулла Насыров
- Назим Туляходжаев — Салим Камалов
- Фархад Хайдаров — Уммат
- Л. Ким — Андрей Пак, «Большой кореец», майор милиции, заместитель Туры Саматова
- Б. Нурмухамедов — Тулкун Азимов
- Иногам Адылов — шофёр машины ГАИ
- Рафик Юсупов — напарник шофёра
- Махмуд Тахири — Иноят-ходжа
- Отабек Бабаев — Улугбек, сын Туры Саматова
- Джахонгир Файзиев — Малик Рахимов
- Александра Колкунова — Света
- Саидмурад Зияутдинов — патологоанатом
- Ульмас Алиходжаев — Рахматулла-ака
- Тамара Шакирова — эпизод